# Iberische Smaragdeidechse
Die Iberische Smaragdeidechse (Lacerta schreiberi) ist eine Reptilienart aus der Familie der Echten Eidechsen (Lacertidae).

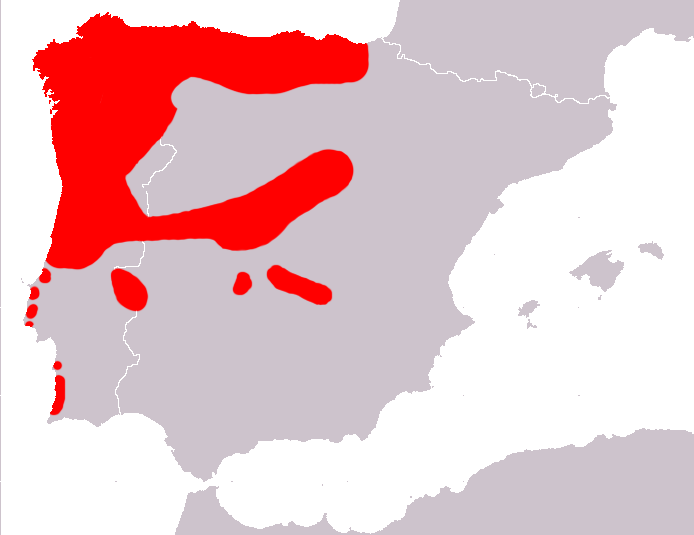
Verbreitungsgebiet der Iberischen Smaragdeidechse

## Beschreibung
Sie erreicht eine Gesamtlänge von 35 bis zu 40 Zentimetern (davon entfallen zwei Drittel auf den Schwanz) und wirkt robuster als die Westliche und die Östliche Smaragdeidechse. Auf dem Rücken befinden sich auf grünem oder braunem Grund große schwarze Flecken, die ein Netzmuster bilden, häufig aber auch in einer oder zwei Längsreihen angeordnet sind. Auch die Flanken sind dunkel gefleckt, wobei die Punkte zum Bauch hin kleiner werden. Die Bauchseite ist ebenfalls dunkel gefleckt. Die Kehle erwachsener Männchen (und einiger Weibchen) trägt oft eine blaue Färbung, ansonsten sind die Männchen überwiegend grün gefärbt.
Färbung und Zeichnung der Weibchen sind variabler. Manche gleichen den Männchen, zum Teil haben sie auf hellem Grund ein schwarzes Fleckenmuster oder sie sind hellbraun gefärbt und ohne jede Zeichnung. Ihre Bauchseite ist meist nicht so intensiv gefleckt wie die der Männchen.
Jungtiere sind an den Seiten mit weißen oder gelben, schwarz umrandeten Flecken oder Barren auffallend gezeichnet. Bei ihnen ist der Schwanz oft orange oder gelb.
Unterarten sind nicht bekannt.

## Vorkommen, Lebensweise
Die Iberische Smaragdeidechse besiedelt den Nordwesten Spaniens sowie Teile Portugals. Sie kommt in dicht bewachsenem, steinigem Gelände vor und hält sich häufig in der Nähe kleiner Wasserläufe auf. Außer Wirbellosen erbeutet sie auch kleine Reptilien. Während der Fortpflanzungszeit leben Männchen und Weibchen meist paarweise zusammen.

## Schutz
Die Iberische Smaragdeidechse wird von der Europäischen Union in den Anhängen II und IV der FFH-Richtlinie geführt und gilt damit als streng zu schützende Art von gemeinschaftlichem Interesse, für deren Erhaltung von den Mitgliedsstaaten besondere Schutzgebiete ausgewiesen werden müssen.